# Wybory powszechne w Bośni i Hercegowinie w 1996 roku
Wybory powszechne w Bośni i Hercegowinie w 1996 roku – wybory przeprowadzone 14 września 1996 roku. Wybory do Izby Reprezentantów przeprowadzono oddzielnie w Federacji BiH i Republice Serbskiej. W wyborach do Prezydium każda z trzech wspólnot narodowych wybierała swego przedstawiciela. Wśród Boszniaków zwyciężył Alija Izetbegović, Chorwaci wybrali Krešimira Zubaka, a Serbowie Momčilo Krajišnika.
W wyborach do Izby Reprezentantów najwięcej mandatów (19 z 42) zdobyła Partia Akcji Demokratycznej. Frekwencja w wyborach do Izby Reprezentantów wynosiła 79,4%, a w wyborach prezydenckich 80,4%

## Wyniki

### Wybory do Prezydium
| Kandydat                          | Partia                            | Liczba głosów | %         |
| Boszniacy                         | Boszniacy                         | Boszniacy     | Boszniacy |
| --------------------------------- | --------------------------------- | ------------- | --------- |
| Alija Izetbegović                 | Partia Akcji Demokratycznej       | 730 592       | 80,0      |
| Haris Silajdžić                   | Partia dla Bośni i Hercegowiny    | 124 396       | 13,6      |
| Fikret Abdić                      | DNZ                               | 25 584        | 2,8       |
| Sead Avdić                        | Wspólna Lista                     | 21 254        | 2,3       |
| Ibrahim Spahić                    | Obywatelska Partia Demokratyczna  | 4 127         | 0,4       |
| Hasib Salkić                      | Partia Liberalno-Demokratyczna    | 3 427         | 0,3       |
| Mirnes Ajanović                   | Partia Bośniaków                  | 2 420         | 0,2       |
| Safet Redžepagić                  | Partia Dobrobytu Gospodarczego    | 1 473         | 0,1       |
| Chorwaci                          |                                   |               |           |
| Krešimir Zubak                    | HDZ BiH                           | 330 477       | 88,7      |
| Ivo Komšić                        | Wspólna Lista                     | 37 684        | 10,1      |
| Anton Štitić                      | Obywatelska Partia Demokratyczna  | 2 208         | 0,5       |
| Vinko Ćuro                        | Partia Liberalno-Demokratyczna    | 2 197         | 0,5       |
| Serbowie                          |                                   |               |           |
| Momčilo Krajišnik                 | Serbska Partia Demokratyczna      | 690 646       | 67,3      |
| Mladen Ivanić                     | Patriotyczny Blok Demokratyczny   | 307 461       | 29,9      |
| Milivoj Zarić                     | Serbska Partia Patriotyczna       | 15 407        | 1,5       |
| Branko Latinović                  | Serbska Partia Krajiny            | 12 643        | 1,2       |
| Głosy nieważne                    | Głosy nieważne                    | 207 915       | –         |
| Razem                             | Razem                             | 2 519 915     | 100       |
| Zarejestrowani wyborcy/frekwencja | Zarejestrowani wyborcy/frekwencja | 3 133 634     | 80,4      |
| Źródło: Nohlen & Stöver           |                                   |               |           |

### Izba Reprezentantów
| Partia                                                  | Liczba głosów                 | %                             | Liczba mandatów               |
| Federacja Bośni i Hercegowiny                           | Federacja Bośni i Hercegowiny | Federacja Bośni i Hercegowiny | Federacja Bośni i Hercegowiny |
| ------------------------------------------------------- | ----------------------------- | ----------------------------- | ----------------------------- |
| Partia Akcji Demokratycznej                             | 725 417                       | 30,2                          | 16                            |
| HDZ BiH                                                 | 338 440                       | 14,1                          | 8                             |
| Wspólna Lista                                           | 105 918                       | 4,4                           | 2                             |
| Partia dla Bośni i Hercegowiny                          | 93 816                        | 3,9                           | 2                             |
| DNZ                                                     | 25 562                        | 1,1                           | 0                             |
| HSP BiH                                                 | 14 879                        | 0,6                           | 0                             |
| Partia Bośniaków                                        | 6 523                         | 0,3                           | 0                             |
| Partia Liberalno-Demokratyczna                          | 4 996                         | 0,2                           | 0                             |
| Partia Dobrobytu Gospodarczego                          | 4 905                         | 0,2                           | 0                             |
| Lista Vladimira Srebrova                                | 4 574                         | 0,2                           | 0                             |
| Lista Kobiet                                            | 4 149                         | 0,2                           | 0                             |
| Bośniacka Partia Patriotyczna                           | 3 295                         | 0,1                           | 0                             |
| Obywatelska Partia Demokratyczna                        | 3 292                         | 0,1                           | 0                             |
| Organizacja Bośniackich Liberałów                       | 2 129                         | 0,1                           | 0                             |
| Republika Serbska                                       |                               |                               |                               |
| Serbska Partia Demokratyczna                            | 578 723                       | 24,1                          | 9                             |
| Partia Akcji Demokratycznej                             | 184 553                       | 7,7                           | 3                             |
| NSSM                                                    | 136 077                       | 5,7                           | 2                             |
| Serbska Partia Radykalna Republiki Serbskiej            | 62 409                        | 2,6                           | 0                             |
| Wspólna Lista                                           | 30 285                        | 1,3                           | 0                             |
| Patriotyczny blok demokratyczny                         | 29 494                        | 1,2                           | 0                             |
| Serbska Partia Patriotyczna                             | 14 146                        | 0,6                           | 0                             |
| Partia Ludowa                                           | 13,680                        | 0,6                           | 0                             |
| Partia Jedności Serbów                                  | 8 183                         | 0,3                           | 0                             |
| Obywatelska Partia Demokratyczna                        | 4 429                         | 0,2                           | 0                             |
| Głosy nieważne                                          | 88 123                        | –                             | –                             |
| Razem                                                   | 2,487,997                     | 100                           | 42                            |
| Zarejestrowani wyborcy/frekwencja                       | 3 133 634                     | 79,4                          | –                             |
| Źródła: Nohlen & Stöver, IPU, Global Elections Database |                               |                               |                               |